# Hesperantha candida
Hesperantha candida är en irisväxtart som beskrevs av John Gilbert Baker. Hesperantha candida ingår i släktet Hesperantha och familjen irisväxter. Inga underarter finns listade i Catalogue of Life.